# سباق (فلم هندي)
سباق (بالإنجليزية: Race) هو فيلم جريمة وأكشن باللغة الهندية صدر عام 2008 من إخراج عباس موستان وكتابة كيران كوتريال وشيراز أحمد. يقال أنه مستوحى من فيلم هوليوود غودباي لوفر لعام 1998، وهو الجزء الأول من سلسلة ويقوم ببطولته سيف علي خان، أنيل كابور، بيباشا باسو، أكشاي خانا، كاترينا كيف، وسميرة ريدي. في الفيلم، يتم عرض الولاءات المهنية والشخصية بين الأخوين ورجال الأعمال رانفير سينغ (سيف علي خان) وراجيف سينغ (أكشاي خانا) كقصة.
تم تصوير الفيلم الرئيسي في ديربان وغوا ودبي، وتم إنتاجه بواسطة تيبس فيلمز. تم إصدار فيلم سباق في دور العرض السينمائية في الهند بواسطة يو تي في مويشن بيكتشرز في 21 مارس 2008. حاز الفيلم على إشادة النقاد، مع الثناء على التحرير والسيناريو وأداء الممثلين والموسيقى. حقق الفيلم نجاحًا تجاريًا، حيث بلغت إيراداته 103 كرور 1 روبية هندية (1٫7 ¢ US) في جميع أنحاء العالم، مما يجعله سادس أعلى فيلم هندي من حيث الإيرادات في عام 2008. تبعه فيلم التكملة سباق 2 (2013) والخليفة الروحي سباق 3 (2018).

## حبكة
يقدم صوت المفتش روبرت ديكوستا "آر دي" (أنيل كابور) الشخصيات الرئيسية الأربع. رانفير "روني" سينغ (سيف علي خان) هو رجل أعمال ناجح وقوي يدير مزرعة ستاليونز في ديربان وأقام العديد من سباقات الخيول باستخدام أفضل سلالات الخيول (خاصة خيول ثوروبريد). شقيقه الأصغر راجيف سينغ (أكشاي خانا) مدمن على الكحول. روني يواعد عارضة أزياء صاعدة، سونيا مارتن (بيباشا باسو)، في حين يبدو أن مساعدته الشخصية صوفيا (كاترينا كيف) تحبه سراً. يشارك روني أيضًا في منافسة مع منافسه في العمل، كابير أهوجا (داليب تاهيل)، الذي يعمل أيضًا في مجال إصلاح سباقات الخيل.
يبدأ الفيلم بمؤامرة قتل تتضمن حادث سيارة ينجو منه روني بأعجوبة. يقوم روني لاحقًا بقتل فارسه الخائن، الذي كان قد رشى من كابير، ويدمر كابير عندما يعرض عليه الأخير شراء شركته، التي كانت غارقة في الديون.
يعترف راجيف في حالة سكر لروني بأنه يحب سونيا وسيتوقف عن الشرب من أجلها. يتوقف روني عن مواعدتها، ويبدأ راجيف وسونيا في المواعدة حتى يكشف راجيف في مفاجأة أنه يعرف الماضي المشبوه لسونيا ويخطط لاستغلالها. كان والده قد أمّن على كل واحد من أبنائه وثائق تأمين ضخمة على حياته، وهو يريد أن يقتل روني ويرث 100 مليون دولار من أقساط التأمين. وافقت سونيا على المساعدة مقابل 20 مليون دولار.
يتظاهران بالزواج؛ وفقًا لتعليمات راجيف، تقوم سونيا بإغواء روني، الذي يعترف بأنه أحبها طوال الوقت. خطة راجيف هي التهديد بالانتحار ردًا على علاقة سونيا وروني من خلال القفز من مبنى مرتفع وإجبار سونيا على دفع روني بعيدًا. اتضح أن روني كان على علم بالخطة، حيث كانت سونيا تطلعه على المستجدات، لأنها كانت دائمًا على علاقة به. إنهم يخططون لقتل راجيف.
تخدع سونيا روني وتدفعه بعيدًا بدلاً من ذلك، قائلة إنها تحبه، لكن المال هو الأكثر أهمية. بينما يحقق RD في الوفاة، تكشف صوفيا أنها كانت متزوجة من روني، مما يترك سونيا في حالة صدمة حيث أصبحت صوفيا الآن الوريثة لأموال التأمين. وفي تطور آخر، كانت صوفيا أيضًا مشاركة في الخطة وهي المتعاونة السرية مع راجيف. يخطط راجيف لقتل سونيا بعد أن يحصل هو وصوفيا على المال. يكتشف RD أن صوفيا قامت بتزوير زواجها من روني، وقد تم خداعه ليوقع على شهادة الزواج. RD يواجه راجيف ويوافق على التزام الصمت مقابل 25 مليون دولار.
يقوم راجيف بتعيين نفس القاتل المأجور الذي حاول قتل روني في البداية لقتل سونيا، ويكشف أنه كان وراء محاولة القتل الأولى أيضًا. ومع ذلك، يظهر روني مرة أخرى وينقذها، ويقتل القاتل المأجور.
روني يواجه راجيف وصوفيا. لقد سمع راجيف يناقش محاولة القتل الفاشلة مع القاتل المأجور وكان يلعب طوال الوقت حتى يتمكن من الحصول على أموال التأمين من وفاته المزيفة إلى جانب أموال التأمين من وفاة راجيف. يمنح راجيف فرصة أخيرة للفوز من خلال الموافقة على سباق السيارات. يظهر روني وسونيا في سيارة تويوتا سوبرا الصفراء، وراجيف وصوفيا في سيارة نيسان سكاي لاين الزرقاء. عندما احتج راجيف، قام بتبديل السيارة مع روني. لقد توقع راجيف التغيير وقام بتدمير فرامل نيسان. في منتصف السباق، أخبر روني راجيف أنه زرع قنبلة في سيارته، وسوف تنفجر إذا تباطأ راجيف إلى أقل من 100 كيلومتر في الساعة.
وبينما يستمر السباق، تحاول السيارتان تجنب العوائق. عندما وصلوا إلى موقف السيارات، حاول راجيف عبور منحدر لتجاوز روني. يتسبب هذا في اصطدام سيارة سوبرا بقافلة، وانقلابها، واصطدامها بخزان وقود، مما يؤدي إلى مقتل راجيف وصوفيا. بعد أن نجا روني وسونيا من الموت بأعجوبة، اعترف روني لسونيا بأنه لم يكن هناك قنبلة في السيارة وانتحر راجيف. كما أعرب عن حزنه عندما أدرك أنه بينما كان يسابق الصدق، استمر راجيف في خداعه حتى أنفاسه الأخيرة.
في النهاية، حصل روني على أموال التأمين من وفاة راجيف وصوفيا، إلى جانب الأموال من "وفاته". يحاول الهروب من المدينة مع سونيا، لكن RD يمنعهما. تبين أن الاثنين كانا صديقين منذ الطفولة، وكان RD يعمل مع روني طوال الوقت مقابل المزيد من المال. روني يعطي RD حقيبة تحتوي على قنبلة. القنبلة لم تنفجر، ويشرح روني أن ذلك كان لمنع RD من قتل روني وأخذ كل الأموال.

## الممثلون
- سيف علي خان في دور رانفير "روني" سينغ، الأخ الأكبر لراجيف؛ البطل الرئيسي
- أنيل كابور في دور المفتش روبرت "آر دي" ديكوستا
- بيباشا باسو بدور سونيا مارتن، حبيبة روني التي تحولت إلى زوجة.
- أكشاي خانا بدور راجيف سينغ، الأخ الأصغر لروني؛ الخصم الرئيسي
- كاترينا كايف في دور صوفيا، سكرتيرة روني
- جولشان جروفر في دور تشودري خانا، الكمال والشرير
- سميرة ريدي بدور ميني، مساعدة آر دي
- داليب تاهل في دور كابير أهوجا
- كيكو شاردا في دور سام، مساعد رانفير
- جوني ليفر بدور ماكس، رئيس مكتب الزواج (ظهور قصير)
- جوربريت جوجي في دور ضابط الشرطة (ظهور قصير)

## إنتاج

### تمثيل
كان أجاي ديفجان هو الاختيار الأصلي للعب دور المفتش روبرت ديكوستا، لكنه رفض لأنه لم يكن راغبًا في تقديم فيلم أكشن مكثف. عُرض على أكشاي كومار دور رانفير، في حين تم الاتصال بسيف علي خان للعب دور راجيف. وبعد أن قرر كومار عدم المشاركة، أصر خان على لعب دور الأخير. عُرض على بريانكا تشوبرا لعب دور سونيا، وبعد رفضها ذهب الدور إلى بيباشا باسو. تم التعاقد في البداية مع فاردين خان للعب دور راجيف، لكنه رفض ذلك لأن مواعيده كانت تتعارض مع هاي بابي (2007).  بعد رفض جون أبراهام، فيفيك أوبروي وأبهيشيك باتشان، تم اختيار أكشاي خانا.

## الموسيقى التصويرية
تم إصدار الموسيقى التصويرية لفيلم سباق بواسطة تيبس ميوزيك في 4 فبراير 2008. من تأليف بريتام وكلمات سمير، يحتوي الألبوم على 7 أغانٍ أصلية و9 ريمكسات وموضوع موسيقي. تم تسجيل أغنية "Khwab Dekhe (السيدة المثيرة)" التي غنتها مونالي ثاكور ونيراج شريدهار بعد إصدار الموسيقى التصويرية، لتحل محل الأغنية الأصلية "Mujh Pe Toh Jadoo" في الفيلم. بعد ذلك قامت تيبس بإعادة توزيع الموسيقى التصويرية للفيلم، وأضافت إليها أغنية "خواب ديخي" (السيدة المثيرة) بعد إصدار الفيلم. تم إنتاج جميع إصدارات الريمكس بواسطة DJ Suketu feat.

### قائمة المسار
| #   | عنوان                                 | المدة |
| --- | ------------------------------------- | ----- |
| 1.  | "Zara Zara Touch Me"                  | 04:25 |
| 2.  | "Pehli Nazar Mein"                    | 05:10 |
| 3.  | "Khwab Dekhe (Sexy Lady)"             | 04:37 |
| 4.  | "Race Saanson Ki"                     | 04:44 |
| 5.  | "Race Is on My Mind"                  | 04:54 |
| 6.  | "Mujh Pe Toh Jadoo (not in the film)" | 04:36 |
| 7.  | "Dekho Nashe Mein"                    | 04:17 |
| 8.  | "Race Theme"                          | 02:12 |
| 9.  | "Pehli Nazar Mein" (Club Mix)         | 04:08 |
| 10. | "Pehli Nazar Mein" (Lounge Mix)       | 04:22 |

## روابط خارجية
- مقالات تستعمل روابط فنية بلا صلة مع ويكي بيانات